# Francisco Barreto (explorador)
Francisco Barreto (Faro, Portugal; 1520-Sena, Mozambique; 9 de julio de 1573) fue un militar y explorador portugués de África oriental.

## Biografía
Nació en una importante familia de Faro. En 1555 fue nombrado 18.º gobernador de la India portuguesa, sucediendo a Pedro de Mascarenhas. Ostentó el cargo hasta que volvió a Portugal en 1558, siendo sustituido por Constantino de Braganza.
Fue nombrado general de las galeras del reino y en 1569 enviado a Mozambique como gobernador provisional de Monomotapa, un reino africano rico en oro que los portugueses se proponían conquistar. Llegó a Mozambique en 1570 con un ejército de unos mil hombres, pero la conquista fracasó.
Barreto falleció durante la campaña, sucediéndole en el cargo Vasco Fernandes Homem. Los restos mortales de Francisco Barreto fueron más tarde repatriados a Portugal.
Es considerado el padre de Isabel Barreto, la primera mujer almirante en la historia de la navegación española.
| Predecesor: Pedro de Mascarenhas | Gobernador de la India portuguesa 1555-58 | Sucesor: Constantino de Braganza |